# 帕拉克特山
11°39′10″S 76°11′54″W / 11.65278°S 76.19833°W

帕拉克特山（Paraqti），是秘魯的山峰，位於該國中部胡寧大區和利馬大區，由堯利區和奇克拉區負責管轄，屬於秘魯中部山脈的一部分，海拔高度5,000米。